# Leon Buśko (1889–1920)
Leon Stanisław Buśko (ur. 4 maja 1889 w Wieleniu, zm. 23 sierpnia 1920 w okolicy Kolna) – podporucznik saperów Wojska Polskiego, powstaniec wielkopolski, kawaler Orderu Virtuti Militari.

## Życiorys
Był synem policjanta Wiktora i Florentyny z domu Ginter. Pod koniec XIX wieku rodzina przeniosła się do Kostrzyna, gdzie ukończył katolicką szkołę elementarną, a także szkołę dokształcającą. Z wybuchem I wojny światowej został powołany do niemieckiej armii. 
W 1919 porzucił służę w tej formacji i przystąpił do powstańców wielkopolskich. Po zakończeniu powstania służył w XV batalionie saperów. W stopniu podporucznika dowodził plutonem w 3. kompanii. Wykazał się bohaterską postawą w wojnie polsko-bolszewickiej. Walczył na Wołyniu i dotarł pod Kijów. Był dowódcą czołówki inżynierskiej. Zginął w trakcie kontrofensywy bolszewickiej pod Kolnem, kiedy to zastrzelił go z rewolweru symulujący poddanie bolszewik. Pochowano go w Stawiskach, ale wkrótce został ekshumowany, przewieziony do Kostrzyna, i pochowany na Cmentarzu Parafii Rzymskokatolickiej, w grobowcu rodzinnym obok brata Zygfryda (kaprala sanitarnego 3 pułku Strzelców Wielkopolskich, który zmarł 25 sierpnia 1920 w Ostrowie Wlkp.). 19 stycznia 1921 roku został pośmiertnie zatwierdzony z dniem 1 kwietnia 1920 roku w stopniu porucznika, w inżynierii i saperach, w grupie oficerów byłej armii niemieckiej.

## Ordery i odznaczenia
- Krzyż Srebrny Orderu Virtuti Militari nr 669[8] – pośmiertnie 13 maja 1921[9][10]